# カンフー・ヨガ
『カンフー・ヨガ』（原題：功夫瑜珈、Kung Fu Yoga）は、2017年に公開されたアクションコメディ冒険映画。中国・インド合作映画で、監督はスタンリー・トン、主演はジャッキー・チェンが務めた。ジャッキー・チェン主演、スタンリー・トン監督の2005年の映画『THE MYTH/神話』の続編である。
2017年1月28日に中華人民共和国で、2月3日からインドで公開された。ジャッキー・チェン主演の映画としては、過去最高額の興行収入を記録した。

## あらすじ
西暦647年。マガダ国で反乱を起こしたアルジュナは、マガダ王家が唐に献上しようとした財宝を奪おうとするが、唐から来た王玄策率いる使節団に阻まれ失敗する。マガダ国の王女は唐に援軍を求めるが、王玄策に同行したマガダ軍はチベットの雪山で行方不明となる。
現代の中国・西安市の博物館で考古学者をしているジャックの元に、インドの考古学者アスミタが訪れ、消えたマガダ軍と財宝の在り処を示す地図を手に協力を求める。ジャックは助手のシャオグァン、ヌゥオミン、アスミタと彼女の妹カイラ、友人の息子でトレジャーハンターのジョーンズを連れて、地図が示すチベットの雪山に向かう。友人ジャングオの協力で地下の空洞に入り、マガダ軍のミイラを発見する。そこにアルジュナの子孫ランドルが現れ、財宝を奪おうとしてジャックたちと闘い、困難の中でジョーンズは財宝の在り処を示す「シヴァの目」を盗み脱出する。
空洞からの脱出後、アスミタから「シヴァの目」をジョーンズがオークションに出品したという知らせが届き、ジャックたちはドバイに向かい、友人ジョナサンの助けを借りて「シヴァの目」を落札する。しかし、オークションに参加していたランドルが「シヴァの目」を奪い取り逃亡する。ジャックは車に乗り込みランドルを追跡するが、「シヴァの目」はアスミタが奪い去ってしまう。
ジャックはインドに向かいアスミタの元を訪れ、彼女は自分がマガダ王家の子孫だと告げ、財宝探しの協力を求める。しかし、直後にジョーンズとカイラがランドルに誘拐され、ランドルもジャックに財宝を探すように命令する。ジャックとアスミタは、ランドルたちと共に財宝が隠されている寺院に向かい、地下寺院を発見する。そこには黄金で造られた巨大な仏像と財宝が保管されている箱が安置されていたが、箱の中にある財宝は医療書などの書物だけだった。ジャックは人類の叡智が詰まった書物の発見を喜ぶが、納得できないランドルは黄金を独占しようと企み、ジャックはそれを阻止するため、シャオグァンに助け出されたジョーンズたちと共にランドルの一味と闘いに挑むが、そこに財宝の発見を知って大勢の僧侶たちが押し寄せてきた。これを見たジャックはランドルに「財宝はこの世界と人々の物だ」と論し、ランドルもそれを受け入れジャックたちと和解する。ジャックたちは大勢の僧侶たちと共に財宝の発見を喜びながらダンスを踊る。

## キャスト
※括弧内は日本語吹替
- ジャック - ジャッキー・チェン（石丸博也）
- ジョーンズ・リー - アーリフ・リー（土田大）
- シャオグァン - レイ（EXO）（福山潤）
- ランドル - ソーヌー・スード（山路和弘）
- アスミタ - ディシャ・パタニ（宮島依里）
- ヌゥオミン - ムチミヤ（世戸さおり）
- カイラ - アミラ・ダスツール（本名陽子）
- ジョナサン - チャン・グオリー（中国語版）（原田晃）
- ジャングオ - エリック・ツァン（塩屋浩三）
- サーシー - サーシー・チャン
- ジャン・ウェン - ココ・ジャン (坂井恭子)
- マックス - ポール・フィリップ・クラーク (大泊貴揮)

## 製作
当初はインドの製作会社ヴァイアコム18と共同製作する予定だったが、「計画が想定通りに進まない」ことを理由に製作から外れている
。最終的に、映画は中国のタイヘ・エンタテインメントとインドのシャインワーク・ピクチャーズが共同製作することになった。主要キャストにはアーミル・カーンが検討されたが、主演映画『ダンガル きっと、つよくなる』の撮影と重なっていたため、彼は出演を辞退している。
2016年9月から北京市で主要撮影が始まり、同月27日からは西安市・ドバイで撮影が10月30日まで行われ、12月からは再び北京市での撮影及びインドでの撮影が行われた。一部のシーンはアイスランドでも撮影された。北京では郊外の懐柔スタジオに劇中の舞台となるズランダー寺院のセットを作り、アクションシーンの撮影が行われた。ドバイでは王室からフェラーリ、ランボルギーニ、ベントレー、ブガッティ、マクラーレン・オートモーティブの特注車など70台が撮影用に提供され、市内の道路を封鎖してカーアクションシーンを撮影した。また、カーアクションのシーンでは、本物のライオンをジャッキー・チェンの車に同乗させて撮影している。映画のダンスシーンは、ボリウッドの振付師ファラー・カーンが担当し、音楽はネイサン・ワンが作曲した。

## 音楽
作曲はネイサン・ワンが手掛けており、2017年にサウンドトラックが発売された。
| #         | タイトル                    | 作詞      | 作曲・編曲 | 歌手                                               | 時間 |
| --------- | --------------------------- | --------- | ---------- | -------------------------------------------------- | ---- |
| 1.        | 「Beautiful Fairy Tales」   |           |            | ジャッキー・チェン、M.I.C                          | 3:36 |
| 2.        | 「Curry Flavor」            |           |            | ジャッキー・チェン、チャン・イーシャン、ヤン・ズー | 3:12 |
| 3.        | 「Money Home」              |           |            | マニホン                                           | 3:30 |
| 4.        | 「Goosebump (Ending song)」 |           |            | ファジルプリア                                     | 2:56 |
| 合計時間: | 合計時間:                   | 合計時間: | 10:18      |                                                    |      |

## 公開
アジアではインド、香港、マカオ、シンガポール、大韓民国、インドネシア、フィリピン、台湾、タイ王国、マレーシア、ブルネイ、ベトナム、カンボジア、ラオス、ミャンマーで公開が決定し、アジア以外ではアメリカ合衆国、カナダ、オーストラリア、ニュージーランド、イギリス、イタリア、ロシアの他にラテンアメリカや中東でも公開が決定した。

## 評価
Rotten Tomatoesには20件のレビューが寄せられ、支持率50%、平均評価4.5/10となっている。Metacriticでは9件のレビューに基き50/100のスコアを与えている。
中国では17億5300万元の興行成績を記録し、ジャッキー・チェン主演映画としては最高額の興行成績を記録した映画となった。一方、インドでは公開初日の興行成績は4000万ルピーと低調で、興行的に失敗したと見なされている。日本では公開週末の興行成績は4500万円となっている。